# Нікола Шоп
Нікола Шоп (м. Яйце, 19 серпня 1904 року- м.Загреб, 2 січня 1982 року) — боснійський та югославський поет.

## Біографія
Нікола Шоп народився в м. Яйце в сім'ї боснійських хорватів. Відомий низкою поетичних збірок. Жив і помер у м. Загреб.

## Творчість
Серед поетичних збірок Шопа зокрема міститься Таємнича Прела (1943), чия «внутрішня вишуканість релігійного почуття піднялася до космічних висот», що надихне його подальші збірки « Будинки в космосі» (1957) і « Астрали» (1961). У поезії Чопа «релігійність досягла космічного виміру» і «виявила її естетичну цінність».
- «Pjesme siromašnog sina» (1926.)
- «Ісус і моя сєна» (1934.)
- «Від раних до касних пієтлов» (1939.)
- «За касним столом» (1943.)
- «Таянственна прела» (1943.)
- «Kućice u svemiru» (1957.)
- «Астраліє» (1961.)

## Критика
Нікола Шоп у творах створює свій «уявний поетичний світ, більше, ніж саму релігійність», яка «випромінює» з більшості його віршів як природний стан душі та свідомості «. Шоп звертається зі своїми віршами безпосередньо до Ісуса без побожності, з теплою людською безпосередністю. Його вірші — своєрідні повідомлення другові, який рівний йому, і який ділиться з ним добром і злом». Христос Шопа який зрікається" божественної сили, щоб пом'якшити, облагородити людські серця власною смиренністю та добром ".
1. ↑  Бібліотека Конгресу — Library of Congress.
2. 1 2 3  Чеська національна авторитетна база даних
3. ↑  CONOR.Sl